# Albert Zafy

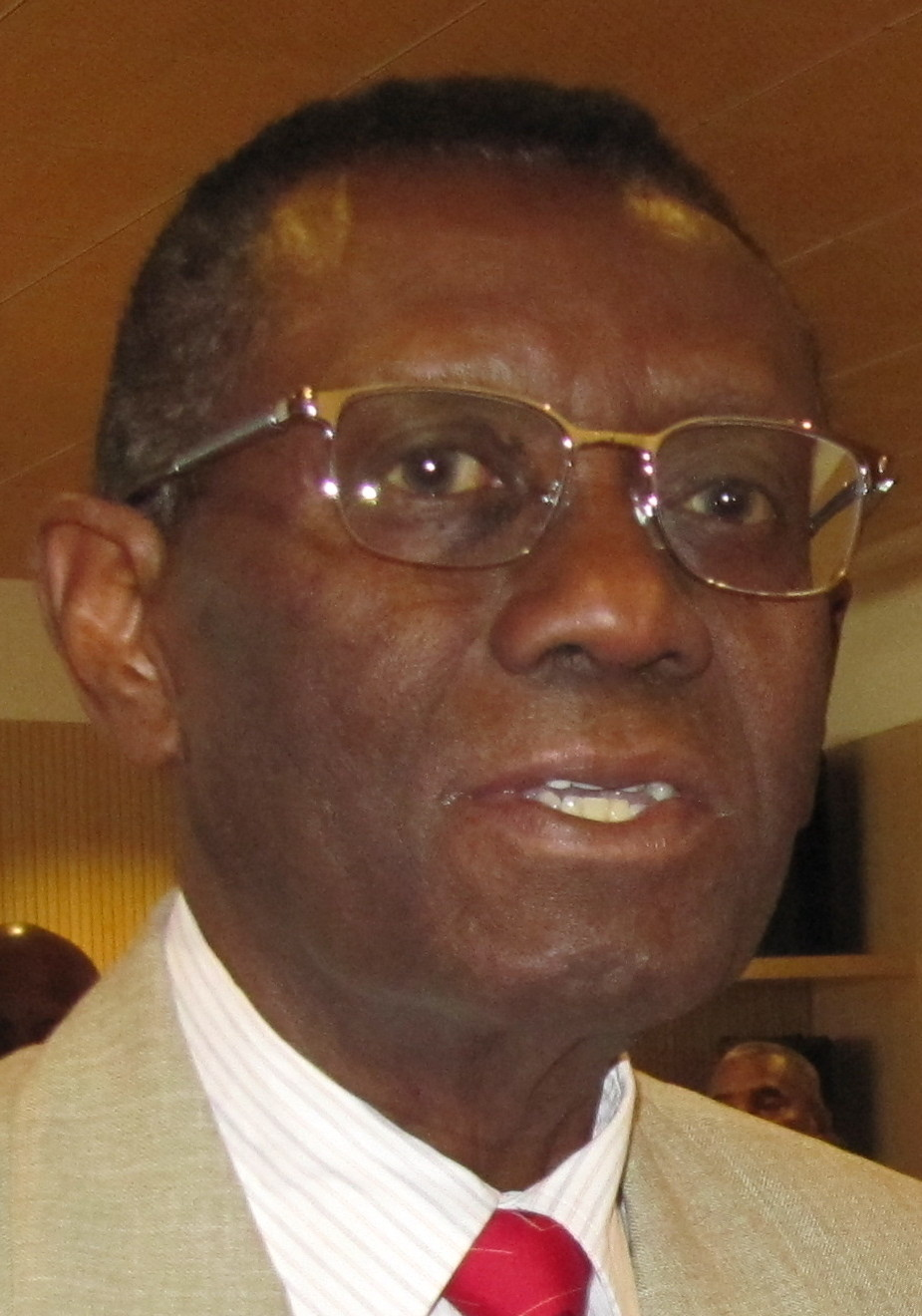
Albert Zafy (2013)

Albert Zafy (* 1. Mai 1927 in Betsiaka, Provinz Antsiranana; † 13. Oktober 2017 auf Réunion) war ein madagassischer Politiker und vom 9. März 1993 bis zum 5. September 1996 Präsident Madagaskars.
Zafy absolvierte ein Medizinstudium an der Universität Montpellier. Nach seiner Rückkehr nach Madagaskar wurde er Sozialminister. Nach dem Putsch Ratsirakas wurde er zum Rücktritt gedrängt.
1988 gründete er die Nationale Union für Entwicklung und Demokratie. Auf einer nationalen Konferenz der Opposition 1990 wurde Zafy zu deren Vorsitzenden gewählt.
1993 gelang es Zafy in den ersten Mehrparteienwahlen seit fast zwanzig Jahren den Amtsinhaber Ratsiraka zu überflügeln. Zafy konnte jedoch Madagaskars ökonomische Probleme nicht lösen und trat daher im September 1996 nach einem Misstrauensvotum (Juli) zurück. 1997 verlor er die Wahlen gegen Ratsiraka.